# Fırat Kocaoğlu
Sadrettin Fırat Kocaoğlu (* 5. Februar 1988 in Ankara) ist ein türkischer Fußballtorhüter.

## Karriere

### Verein
Kocaoğlu ist seit der Saison 2007/08 Torwart in der Profimannschaft Galatasarays. In der Fußballschule Galatasarays in Ankara wurde Fırat entdeckt. Hinter Morgan De Sanctis, Aykut Erçetin und Orkun Uşak ist er die vierte Wahl. Er wurde für nacheinander für jeweils eine Spielzeit an Beylerbeyi SK und später an Kasımpaşa Istanbul verliehen. Im Sommer 2010 wechselte er dann samt Ablöse zu Kasımpaşa.
Zur Saison 2012/13 wechselte er zum türkischen Zweitligisten Çaykur Rizespor. Bei Rizespor saß er eine Saison lang auf der Ersatzbank. Zum Saisonende wurde man Vizemeister der TFF 1. Lig und stieg in die Süper Lig auf. Nach diesem Erfolg wechselte zum Zweitligisten Boluspor.
Zur Saison 2014/15 wechselte er zum Drittligisten Gölbaşıspor. Nach einer Saison für diesen Verein wechselte er wieder in die TFF 1. Lig zum südtürkischen Vertreter Adanaspor. Mit diesem Verein beendete Kocaoğlu die Saison als Zweitligameister und stieg damit in die Süper Lig auf. An dem dritten Erstligaaufstieg seiner Karriere war er mit einem Ligaspieleinsatz beteiligt. Nach dem Aufstieg wurde sein Vertrag nach gegenseitigem Einvernehmen aufgelöst und er an den Istanbuler Drittligisten Sarıyer SK abgegeben.

### Nationalmannschaft
Kocaoğlu fing früh an für die türkischen Jugendnationalmannschaften zu spielen. Er durchlief ab der U-18 nahezu alle Jugendmannschaften. Zudem spielte er 2011 einmal für die zweite Auswahl der türkischen Nationalmannschaft.

## Erfolge
Mit Galatasaray Istanbul
- Türkischer Meister: 2008
- Türkischer Supercupsieger: 2008

Mit Kasımpaşa Istanbul
- Playoff-Sieger der TFF 1. Lig und Aufstieg in die Süper Lig: 2011/12

Mit Çaykur Rizespor
- Vizemeister der TFF 1. Lig und Aufstieg in die Süper Lig: 2012/13

Mit Adanaspor
- Meister der TFF 1. Lig und Aufstieg in die Süper Lig: 2015/16